# Anigraea muttia
Anigraea muttia är en fjärilsart som beskrevs av Swinhoe 1901. Anigraea muttia ingår i släktet Anigraea och familjen nattflyn. Inga underarter finns listade i Catalogue of Life.